# Odious Debts
Odious debts (englisch: verabscheuungswürdige Schulden, auch Diktatorenschulden) ist ein von Alexander Nahum Sack, russischer Minister und nach der Russischen Revolution Professor des Rechts in Paris, in den 1920er Jahren entwickelter völkerrechtlicher Begriff, der aber in seiner Gesamtheit bisher nicht in geltendes Völkerrecht eingegangen ist.
Nach der Theorie der odious debts gelten Staatsschulden als verabscheuungswürdig und illegitim und müssen daher nicht zurückgezahlt werden, wenn:
1. diese ohne Zustimmung der Bevölkerung zustande gekommen sind, aufgrund des Fehlens einer durch demokratische Wahlen legitimierten Regierung,
2. die Gelder zur Unterdrückung des Landes genutzt wurden und die damit bezahlten Leistungen den Menschen geschadet haben, und
3. die Kreditgeber von beidem Kenntnis hatten oder bei zumutbarer Nachforschung hätten haben können.

Es gibt keine klar definierten Kriterien, ab wann Schulden odious debts sind. Die Rückzahlungsverpflichtungen der Schulden stehen im Widerspruch zu den Interessen der Nachfolgeregierung. Da die durch Kredite aufgenommenen Gelder in Eliten flossen, zur Unterdrückung der Bevölkerung dienten, oder eine andere Verwendung fanden, die nicht im Interesse der Bevölkerung war, soll nach der Doktrin der odious debts die Verpflichtung der Folgeregierung nicht zugemutet werden. Damit sollen zugleich potentielle Kreditgeber davon abgehalten werden, entsprechende Regime zu unterstützen.

## Präzedenzfälle
- 1898 weigerte sich die US-Regierung am Ende des Spanisch-Amerikanischen Krieges, Kubas Schulden gegenüber Spanien zu übernehmen, da diese Schulden odious und deshalb nicht einklagbar seien, weil sie der kubanischen Bevölkerung aufgezwungen wurden, um die kubanische Befreiungsbewegung zu unterdrücken.
- 1923 entschied der Oberste Gerichtshof der Vereinigten Staaten zugunsten der neu gegründeten Regierung von Costa Rica, dass die von Federico Tinoco Granados hinterlassenen Schulden persönliche Schulden des Diktators und nicht der Bevölkerung von Costa Rica seien, da sie im Exil aufgenommen und zur Verhinderung der Einführung einer demokratischen Regierung eingesetzt worden seien.
- 2003 folgten die USA nach dem Dritten Golfkrieg dem Prinzip, um den besetzten Irak weitgehend zu entschulden.[1]
- 2008 wurde in Ecuador ein Audit durchgeführt, der zu dem Schluss kam, dass ein Teil der Schulden „odious“ sei und folglich nicht zurückgezahlt werden würde.

## Nachweise
1. ↑  Review: Iraq's debt relief – procedure and potential implications for international debt relief (Memento vom 28. Juni 2008 im Internet Archive), Odious Debts Online, Dezember 2007.